# Verre filé

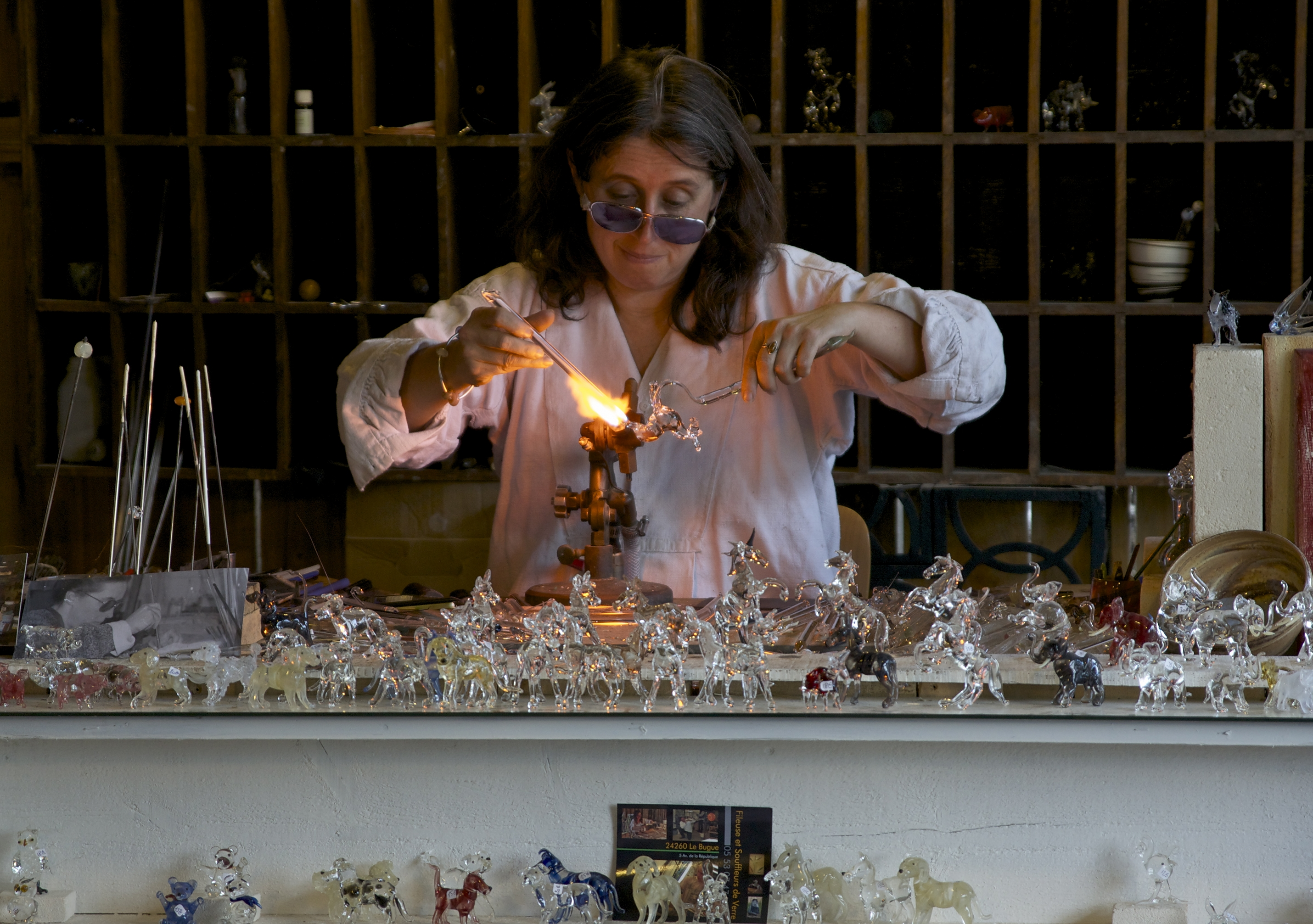
Fileuse de verre au parc du Bournat (Le Bugue).

Le verre filé est un matériau obtenu en exploitant la ductilité du verre à haute température et présentant une grande longueur pour peu de matière. Selon le degré d'étirement du verre, différents diamètres de fil sont obtenus, ce qui permet des usages divers : par exemple, aux plus grands étirements, le verre filé peut être assez fin et souple pour subir un tissage.
Le verre peut être partiellement et artistiquement filé pour créer des figurines élégantes et autres bibelots : par exemple, dans le façonnage d'une miniature de cerf, surtout de sa ramure, le fileur de verre exploite largement la possibilité du verre filé. En fin du XIXe siècle, en France, les fêtes de village pouvaient comporter des ateliers de fileurs de verre appelés filature de verre. 
La réalisation artisanale de tubes de verre fait appel à des opérations proches de celles du verre filé, un soufflage simultané étant nécessaire.